# Emma Bunton

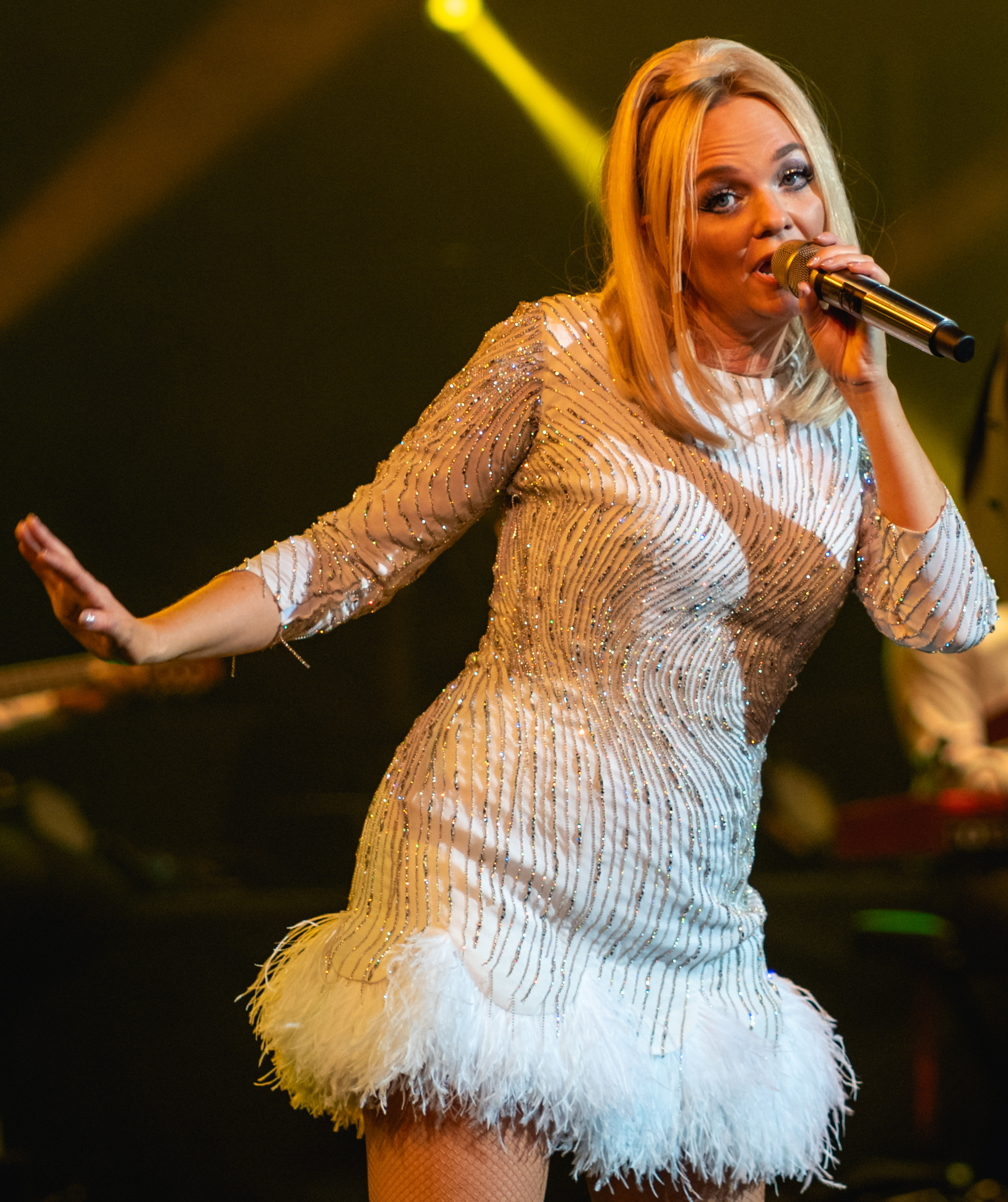
Emma Bunton (2019)

Emma Lee Bunton là ca sĩ, diễn viên, phát thành viên người Anh Quốc. Cô được biết đến nhiều với tư cách là thành viên ban nhạc nữ Spice Girls, biệt danh trong nhóm của cô là Baby Spice. Năm 2009, cô bắt đầu làm công việc phát thanh viên tại chương trình radio Heart Breakfast cùng với Jamie Theakston.